# Мост Джамарат
Мост Джамарат (араб. جسر الجمرات‎) — пешеходный мост в долине Мина в окрестностях Мекки (Саудовская Аравия), служащий мусульманским паломникам во время одной из частей хаджа, побивания камнями шайтана. Мост предоставляет возможность верующим бросать камни в стены (ранее столбы). Эти стены носят названия джамра, а во множественном числе в арабском языке известны как джамарат. Буквально же джамра означает маленький кусочек камня или камешек.
Мост был первоначально построен в 1963 году и с тех пор несколько раз расширялся. Столбы джамра расположены в трёх отверстиях этого сооружения. Вплоть до 2006 года мост Джамарат имел один уровень. В определённое время на мосту и на территории вокруг него может собираться более миллиона человек, что иногда приводит к несчастным случаям со смертельным исходом.

## Новый мост
После очередного хаджа в январе 2006 года старое сооружение было разрушено, и началось строительство нового многоуровневого моста. Первые уровни были задействованы уже в следующем хадже на рубеже 2006 и 2007 годов, который прошёл без инцидентов. Оставшиеся два уровня были закончены к декабрю 2007 года.
Проект нового моста был разработан международной инжиниринговой компанией Дар аль-Хандаса, а реализован был саудовским строительным конгломератом Saudi Binladin Group. Новый мост включал более широкие пространства без колонн, столбы были значительно увеличены. Для облегчения доступа были созданы дополнительные пандусы и туннели, а узкие места были ликвидированы. Для защиты паломников от палящего солнца у каждого столба были возведены специальные навесы. Рампы расположили вблизи столбов для возможности быстрой эвакуации в случае чрезвычайной ситуации. Также в Саудовской Аравии выпустили фетву, постановив, что побивать камнями шайтана следует в период между восходом и закатом, а не только в середине дня, как предпочитали делать большинство паломников.

## Вопросы безопасности
Во время хаджа избыточное количество людей на мосту может создавать опасные ситуации, которые неоднократно приводили к многочисленным жертвам:
- 23 мая 1994 года в давке погибло 270 паломников[источник не указан 446 дней].
- 9 апреля 1998 года не менее 118 паломников были растоптаны насмерть и 180 получили ранения[3].
- 5 марта 2001 года 35 верующих погибло в давке.
- 11 февраля 2003 года погибли 14 человек[4]
- 1 февраля 2004 года 251 паломник умер и ещё 244 были ранены[5].
- 12 января 2006 года давка унесла жизни по меньшей мере 346 человек и ещё минимум 289 получили травмы[источник не указан 446 дней].
- 24 сентября 2015 года давка в палаточном городке недалеко от моста убила от 1 100[6] до 2 431 человека[7][8].

После трагедии 2004 года саудовские власти приступили к крупным строительным работам в районе моста Джамарат. Были построены дополнительные пути доступа, пешеходные дорожки и аварийные выходы, а три цилиндрических столба были заменены более длинными и более высокими продолговатыми стенами из бетона, чтобы обеспечить одновременный доступ паломников. В следующем году они объявили о плане сооружения нового четырёхуровневого моста.
Кейт Стилл, профессор Городского университета Манчестера, консультировал саудовские власти в 2004 году по поводу проекта нового моста Джамарат, а именно по ликвидации узких мест возле столбов. Но при этом он отмечал, что это не решит общую проблему безопасности. Новый мост мог позволить принимать от 500 000 до 600 000 человек в час вместо прежних 200 000, но он не снимал напряжение в других участках пути паломников во время ритуала.